# Prix Silver Slugger (lanceur)
Pour les articles homonymes, voir Prix Silver Slugger.
Le Prix Silver Slugger ou Bâton d'argent (en anglais : Silver Slugger Award) est un prix remis annuellement aux joueurs des Ligues majeures de baseball pour leurs performances en offensive. Neuf joueurs de la Ligue américaine et neuf joueurs de la Ligue nationale reçoivent cet honneur, attribué au meilleur joueur à chaque position sur le terrain. Le prix est distribué par Louisville Slugger, une entreprise qui fabrique les battes de baseball.
Un Prix Silver Slugger est remis à un lanceur de la Ligue nationale, mais pas à un de la Ligue américaine, puisque cette dernière remplace le lanceur par un frappeur désigné.
| Année | Joueur              | Équipe                    |
| ----- | ------------------- | ------------------------- |
| 1980  | Bob Forsch          | Cardinals de Saint-Louis  |
| 1981  | Fernando Valenzuela | Dodgers de Los Angeles    |
| 1982  | Don Robinson        | Pirates de Pittsburgh     |
| 1983  | Fernando Valenzuela | Dodgers de Los Angeles    |
| 1984  | Rick Rhoden         | Pirates de Pittsburgh     |
| 1985  | Rick Rhoden         | Pirates de Pittsburgh     |
| 1986  | Rick Rhoden         | Pirates de Pittsburgh     |
| 1987  | Bob Forsch          | Cardinals de Saint-Louis  |
| 1988  | Tim Leary           | Dodgers de Los Angeles    |
| 1989  | Don Robinson        | Giants de San Francisco   |
| 1990  | Don Robinson        | Giants de San Francisco   |
| 1991  | Tom Glavine         | Braves d'Atlanta          |
| 1992  | Dwight Gooden       | Mets de New York          |
| 1993  | Orel Hershiser      | Dodgers de Los Angeles    |
| 1994  | Mark Portugal       | Giants de San Francisco   |
| 1995  | Tom Glavine         | Braves d'Atlanta          |
| 1996  | Tom Glavine         | Braves d'Atlanta          |
| 1997  | John Smoltz         | Braves d'Atlanta          |
| 1998  | Tom Glavine         | Braves d'Atlanta          |
| 1999  | Mike Hampton        | Astros de Houston         |
| 2000  | Mike Hampton        | Mets de New York          |
| 2001  | Mike Hampton        | Rockies du Colorado       |
| 2002  | Mike Hampton        | Rockies du Colorado       |
| 2003  | Mike Hampton        | Braves d'Atlanta          |
| 2004  | Liván Hernández     | Expos de Montréal         |
| 2005  | Jason Marquis       | Cardinals de Saint-Louis  |
| 2006  | Carlos Zambrano     | Cubs de Chicago           |
| 2007  | Micah Owings        | Diamondbacks de l'Arizona |
| 2008  | Carlos Zambrano     | Cubs de Chicago           |
| 2009  | Carlos Zambrano     | Cubs de Chicago           |
| 2010  | Yovani Gallardo     | Brewers de Milwaukee      |
| 2011  | Daniel Hudson       | Diamondbacks de l'Arizona |
| 2012  | Stephen Strasburg   | Nationals de Washington   |
| 2013  | Zack Greinke        | Dodgers de Los Angeles    |
| 2014  | Madison Bumgarner   | Giants de San Francisco   |
| 2015  | Madison Bumgarner   | Giants de San Francisco   |
| 2016  | Jake Arrieta        | Cubs de Chicago           |
| 2017  | Adam Wainwright     | Cardinals de Saint-Louis  |